# Famille Lombardo
Pour les articles homonymes, voir Lombardo.
 (juillet 2024).
Si vous disposez d'ouvrages ou d'articles de référence ou si vous connaissez des sites web de qualité traitant du thème abordé ici, merci de compléter l'article en donnant les références utiles à sa vérifiabilité et en les liant à la section « Notes et références ».
La famille Lombardo est une famille patricienne de Venise, installée dès le Xe siècle. Elle se compose de deux branches.

## Historique

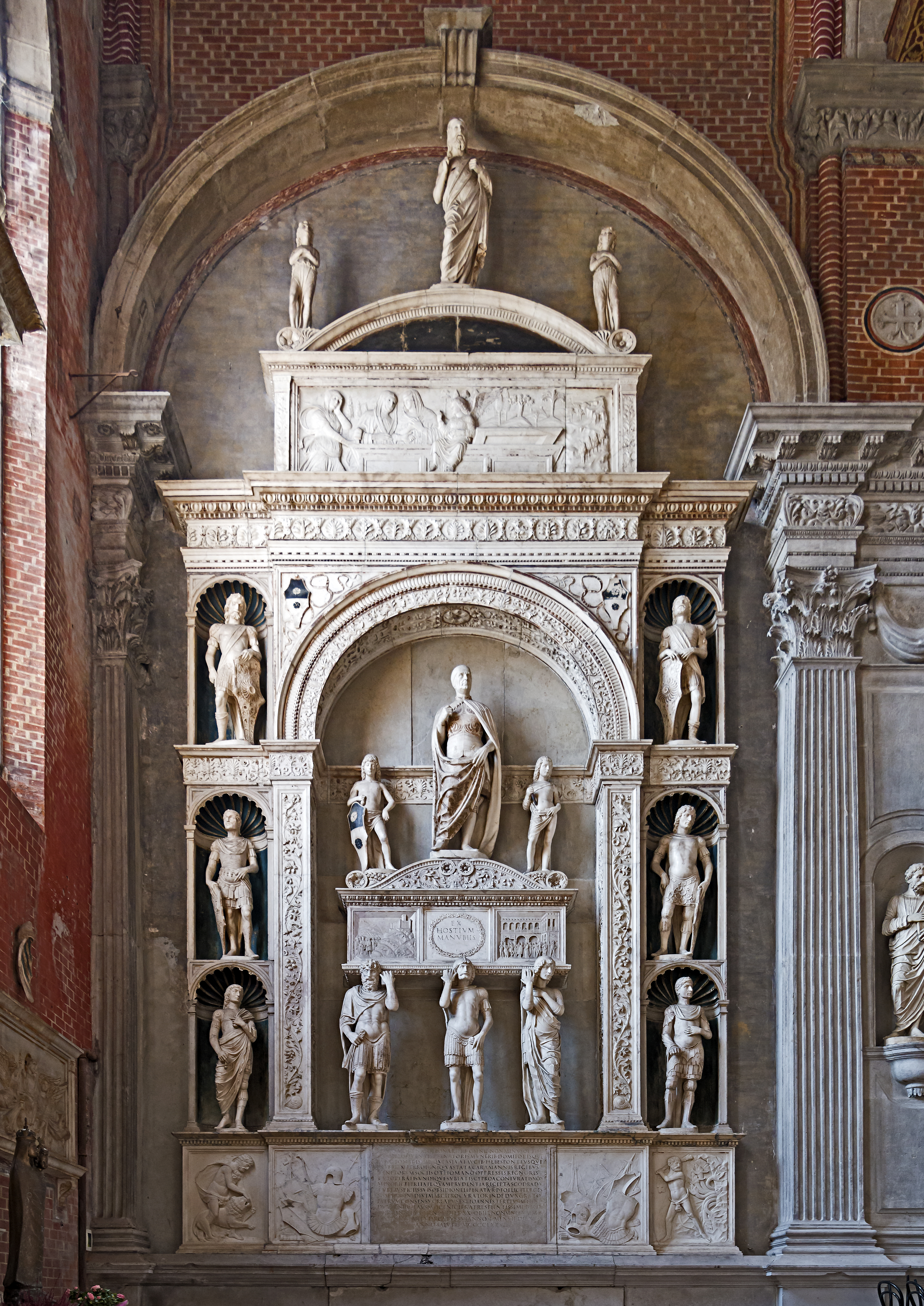
Monument funéraire au doge Mocenigo par Pietro Lombardo

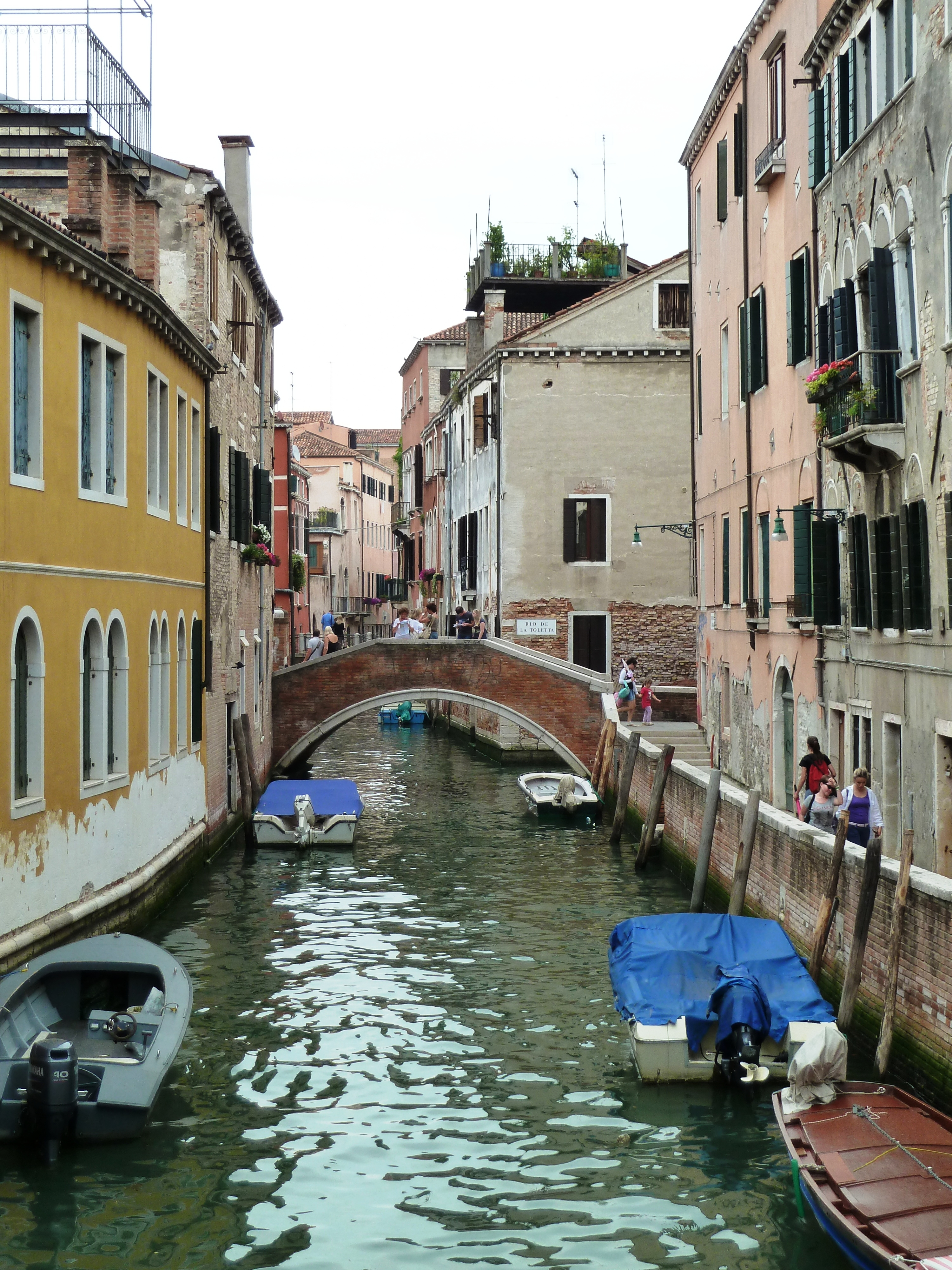
Le pont Lombardo sur le Rio Malpaga (Venise)

Un Lombardo, ambassadeur et sénateur de son état est signalé en 1361, portant la nouvelle de son élection à Lorenzo Celsi. Un Gabriele Lombardo fut avocat auprès des tribunaux au XVIIe siècle.
La famille compte des sculpteurs de renommée, qui sont à l'origine de multiples monuments funéraires aux doges décédés : Antonio, Tullio et Pietro, leur père, qui rejoignit Venise vers 1460 venant de Carona.

## Armes

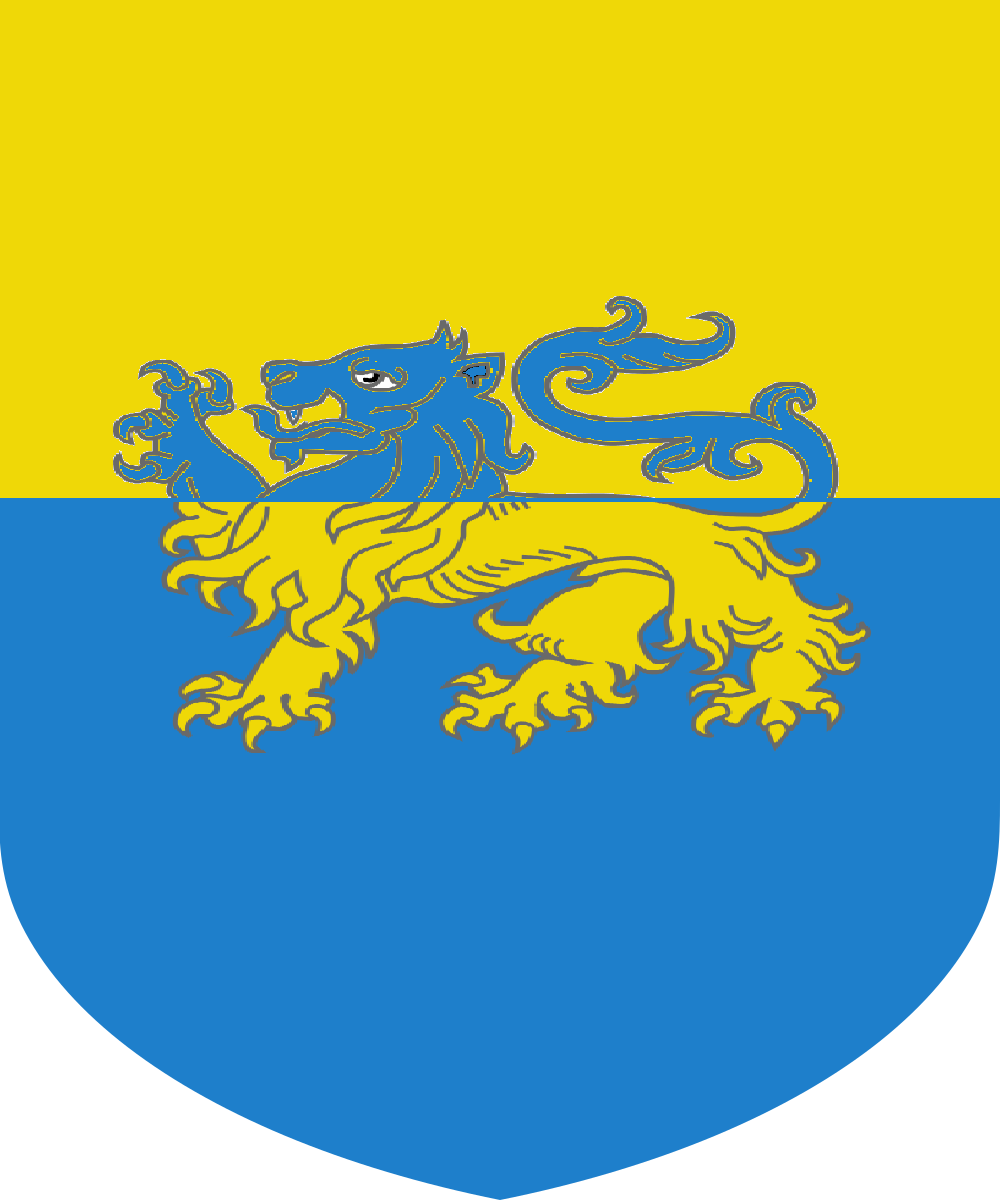
armes des Lombardo de Venise

Les armes des deux branches des Lombardo se blasonnent ainsi tranché d'azur sur argent à l'aigle de l'un en l'autre ou coupé d'or sur azur au lion léopardé de l'un en l'autre.